# Videospilkonsoller
Dette er en liste med videospilkonsoller i deres respektive år, åren har navn efter de mest fremtrædende konsoller og der kan derfor være forskellige typer i samme år. Håndholde konsoller er også inkluderet på listen.

## 1. generation (1972-1977)
Disse er de allerførste spilkonsoller.
- Coleco Telstar (1976)
- APF TV Fun (1976)
- PONG (arkademaskine fra 1972, konsolversion blev udgivet i 1975)
- Magnavox Odyssey (1972)

## 2. generation (1979-1984)
Disse spilkonsoller er kassette-baserede 8-bit-systemer.
- Vectrex (1982)
- Emerson Arcadia 2001 (1982)
- Atari 5200 (1982)
- Colecovision (1982)
- CreatiVision (1981)
- Game & Watch (1980) (håndholdt)
- Intellivision (1980)
- APF Imagination Machine (1979)
- Microvision (1979) (håndholdt)
- Magnavox Odyssey² (1978)
- Bally Astrocade (1977)
- Atari 2600 (1977)
- RCA Studio II (1976)
- Fairchild Channel F (1976)

## 3. generation (1985-1990)
Disse konsoller er 8-bit-baserede systemer.
- Commodore 64GS (1990)
- Amstrad GX4000 (1990)
- PC Engine (1987, Japan)
- Atari XEGS (1987)
- Atari 7800 (1986)
- Sega Master System (1986) / SG-1000 Mark III (1985, Japan)
- Nintendo Entertainment System (1985) / Famicom (1983, Japan)
  - Nintendo Entertainment System hardwareklon

## 4. generation (1989-1995)
Disse konsoller er 16-bit-baserede systemer.
- Supervision (1992)
- Philips CD-i (1991)
- Super Nintendo Entertainment System (1991) / Super Famicom (1990, Japan)
- Sega Game Gear (1991) (håndholdt)
- Neo-Geo (1990)
  - Neo-Geo CD
  - Neo-Geo CDZ
- Sega Genesis (1989) / Sega Mega Drive (1988, Japan)
  - Sega CD (1992)
  - Sega 32X (Sega Genesis 32X or Sega Mega Drive 32X or Sega Super 32X) (1994)
  - Sega Nomad (1995)
- TurboGrafx 16 (1989)
  - TurboGrafx-CD
  - TurboDuo[1992]
  - TurboExpress (håndholdt)
  - SuperGrafx
- Atari Lynx (1989) (håndholdt)
- Game Boy (1989) (håndholdt)
  - Game Boy Pocket (1996) (håndholdt)
  - Game Boy Light (Kun i Japan) (håndholdt)
- CPS Changer (1994)
- Super A'Can (1995)
- Satellaview (1995)

## 5. generation (1993-1999)
Disse konsoller er 32/64-bit-baserede systemer.
- WonderSwan (1999) (håndholdt)
  - WonderSwan Color (2000) (Kun udgivet i Japan) (håndholdt)
  - Swan Crystal (håndholdt)
- Neo Geo Pocket (1998) (kun udgivet i Japan)
  - Neo Geo Pocket Color (1998 Japan/1999 USA)
- Game Boy Color (1998) (håndholdt)
- Nintendo 64 (1996) (64-bit)
  - Nintendo 64DD (kun udgivet i Japan)
- PlayStation (1995)
  - PlayStation One
- Casio Loopy (1995) (kun udgivet i Japan)
- Sega Saturn (1994)
- Virtual Boy (1995)
- Apple Pippin (1995)
- PC-FX (1994) (Kun udgivet i Japan)
- Playdia (1994) (8-bit)
- Atari Jaguar (1993) (64-bit)
  - Atari Jaguar CD (1995)
- 3DO (1993)
- Commodore Amiga CD32 (1993)
- Apple Bandai Pippin (1995)

## 6. generation (1998-2006)
Disse konsoller er 128-bit-baserede systemer.
- Nuon (2000)
- Tapwave Zodiac (2003)
- N-Gage (2003)
  - N-Gage QD (2004)
- Microsoft Xbox (2002
- Nintendo GameCube (2001)
- Game Boy Advance (2001)
  - Game Boy Advance SP (2003)
  - Game Boy Micro (2005)
- PlayStation 2 (2000)
  - PlayStation Two
  - PSX (Kun udgivet i Japan) (2003)
- Sega Dreamcast (1998)

## 7. generation (2004-2010)
- V.Smile (2004)
- Xavix PORT (2004)
- PlayStation 3 (2006)
- Nintendo Wii (2006)
- Xbox 360 (2005)
- Gizmondo (2005)
- PlayStation Portable (PSP) (2005)
- Game Wave Family Entertainment System (2005)
- Advanced Pico Beena (2005)
- Nintendo DS (2004) 
  - Nintendo DS Lite (2006)
  - Nintendo DSi (2009)
- HyperScan (2006)
- V.Flash (2006)
- V.Smile Baby Infant Development System (2006)
- Zeebo (2009)

## 8. generation (2011 – 2017)
- Wii U (2012)
- Nintendo 3DS (2011)
- PlayStation Vita (2012)
- Xbox One (2013)
- PlayStation 4 (2013)
- Nintendo Switch (2017)

## 9. generation (2020-nu)
- PlayStation 5 (2020)
- Xbox Series X/S (2020)
- Nintendo Switch OLED (2021)
- Steam Deck (2022)

| Spillekonsol | Spire Denne spillekonsolsrelaterede artikel er en spire som bør udbygges. Du er velkommen til at hjælpe Wikipedia ved at udvide den. |